# U19-Europamästerskapet i fotboll för damer 2020
U19-Europamästerskapet i fotboll för damer 2020 blev inställt på grund av covid-19-pandemin. Det skulle ha varit den 19:e upplagan av U19-Europamästerskapet, och den 23:e  upplagan som spelas sedan turneringen startade upp som en U18-turnering. Turneringen skulle ha spelats i Georgien, den 21 juli–2 augusti 2020.

## Kvalspel
Innan covid-19 blev pandemiklassat hann den första omgången av kvalspelet genomföras. 48 lag deltog i denna, och 28 lag hade kvalificerat sig till elitrundan.
Elitrundan skulle ha spelats den 7–14 april 2020. Georgien var kvalificerade som värdland. I elitrundan skulle de 28 kvalificerade lagen ha spelat om de sju kvarvarande platserna. 
Följande grupper hade blivit lottade den 23 februari 2020:
| Grupp 1           |
| ----------------- |
| Island            |
| Nederländerna (V) |
| Rumänien          |
| Skottland         |

| Grupp 2        |
| -------------- |
| Danmark        |
| Israel         |
| Nordirland (V) |
| Tyskland       |

| Grupp 3     |
| ----------- |
| Schweiz     |
| Serbien     |
| Spanien     |
| Sverige (V) |

| Grupp 4      |
| ------------ |
| Finland      |
| Kroatien (V) |
| Ryssland     |
| Österrike    |

| Grupp 5                 |
| ----------------------- |
| Bosnien och Hercegovina |
| Frankrike (RM)          |
| Italien                 |
| Portugal (V)            |

| Grupp 6   |
| --------- |
| Belgien   |
| Polen (V) |
| Slovakien |
| Ungern    |

| Grupp 7      |
| ------------ |
| England      |
| Irland       |
| Norge        |
| Tjeckien (V) |